# Rusk Holm
Rusk Holm är en ö i Storbritannien.   Den ligger i kommunen Orkneyöarna och riksdelen Skottland, i den norra delen av landet, 900 km norr om huvudstaden London. Arean är 0,26 kvadratkilometer.
Terrängen på Rusk Holm är mycket platt. Öns högsta punkt är 5 meter över havet. Den sträcker sig 1,1 kilometer i nord-sydlig riktning, och 0,4 kilometer i öst-västlig riktning.